# شکار روباه (فیلم ایرانی)
شکار روباه فیلمی به کارگردانی مجید جوانمرد و نویسندگی فتانه یعقوبی محصول سال ۱۳۸۷ است.

## بازیگران
- دانیال حکیمی
- سام درخشانی
- پوراندخت مهیمن
- فرهاد قائمیان
- موریس باقداساریان
- حامد آقایی
- ملیسا مهربان